# Espuri Postumi Albí Pàulul (cònsol 174 aC)
Espuri Postumi Albí Pàulul (llatí: Spurius Postumius A. f. A. n. Albinus Paullulus), va ser un magistrat romà membre de la gens Postúmia, una antiga família romana d'origen patrici.
Era germà d'Aulus Postumi Albí i de Luci Postumi Albí. Es creu que va obtenir el sobrenom de Paullulus ('petitó') perquè era petit d'estatura, i això permetia distingir-lo dels seus germans. Va ser pretor a Sicília l'any 183 aC i cònsol el 174 aC.